# Kayden Kross
Kayden Kross (Sacramento, Califòrnia, 15 de setembre de 1985) és una actriu pornogràfica estatunidenca. També ha estat model amb el nom de Jenna Nikol.

## Primers anys
Kross va néixer i es va criar a Sacramento, Califòrnia. Va créixer a la rodalia de Placerville. És d'ascendència sueca. S'ha descrit a si mateixa com una "nerd" durant la seva època d'estudiant de secundària. Amb tan sols 18 anys va començar a treballar com a ballarina de striptease en un local anomenat Rick's Showgirls situat en Ranxo Cordova, Califòrnia, per guanyar diners i poder comprar-se un pony. Posteriorment va ser contactada per un agent que li va proporcionar l'oportunitat de modelar en revistes pornogràfiques com Penthouse, Hustler, Club o Swank.

## Carrera

### Com a actriu pornogràfica
Al novembre de 2006, la seva fama com a model li va servir per signar amb Vivid un contracte en exclusivitat. Va debutar a Kayden's first time (2007) rodant una escena al costat de Manuel Ferrara. A aquesta pel·lícula li succeirien altres com: Hard time, Be here now o Love life (on va rodar la seva primera escena interracial). Insatisfeta amb la productora va decidir no renovar el contracte a la seva finalització al novembre de 2007.
Tan sols un mes després va anunciar el seu fitxatge per Adam & Eve. Amb aquesta companyia va rodar títols com Surrender of O (2008), Roller Dollz (2008) Flight Attendants (2009), Rawhide 2 (2009) o la multipremiadas en els AVN del 2010, 8th day. Tiger’s Wood, pel·lícula en clau de comèdia sobre el golfista Tiger Woods on té el paper d'Elin Nordegren, va ser el seu últim rodatge amb la companyia.
Al setembre de 2008 va ser escollida Penthouse Pet del mes.
En concloure el seu contracte amb Adam & Eve, Kross va signar un contracte d'exclusivitat amb Digital Playground, l'1 de gener de 2010. La seva primera pel·lícula amb la productora, titulada The Smiths, va encapçalar ràpidament les llistes de vendes. Va obtenir el paper principal en la seva primera producció de gran pressupost, Bodi Heat, al tercer mes de contracte. Va guanyar dos premis com a millor actriu per aquest paper. Es va allunyar temporalment dels sets d'enregistrament per dedicar-se al seu embaràs.

### Com a escriptora
Kross escriu regularment columnes per a publicacions comos Complex, XBIZ, a més d'escriure un blog per XCritic. També va contribuir en el lloc Timothy McSweeney's Internet Tendency, i el seu conte titulat "Plank" va aparèixer en la col·lecció de contes Forty Stories: New Writing from Harper Perennial, publicada en 2012 com a llibre electrònic. Des d'agost de 2012, escriu una autobiografia sobre la indústria pornogràfica.

## Vida personal
A l'octubre de 2008, Kross va ser denunciada per robatori major i violació del codi civil de Califòrnia, per presumpta estafa hipotecària a un veterà discapacitat i la seva família.
El juliol de 2009, el càrrec del robatori major va ser desestimat, sent reduït a un delicte menor; Kross no va desmentir els càrrecs resultants i va ser sentenciada a un dia de detenció i tres anys de llibertat condicional. Va culpar la seva participació en el fet a la seva ingenuïtat i a una estafa per part del seu corredor de propietats i del seu prestador hipotecari.
Actualment té una relació amb l'actor pornogràfic Manuel Ferrara. El 6 de setembre de 2013, va anunciar en el seu blog que està embarassada de Ferrara.

## Premis
- 2007 – Adultcon Top 20 Adult Actresses[17]
- 2009 – Hot d'Or – Best American Starlet[18]
- 2010 – Premi Venus – Best Actress International[19]
- 2010 – Premi Erotixxx – Best O.S. Actress
- 2010 – Premi Nightmoves – Best Female Performer: Fan's Choice[20]
- 2011 – Premi AVN – Best All-Girl Group Sex Scene – Bodi Heat[21]
- 2011 – Premi AVN (The Fan Awards) – Wildest Sex Scene – Bodi Heat[21]
- 2011 – Premi XBIZ – Acting Performance of the Year (Female) – Bodi Heat[22]
- 2013 – Premi XBIZ – Best Scene (All-Girl) – Mothers & Daughters[23]